# Auferstehungskirche (Großhansdorf)

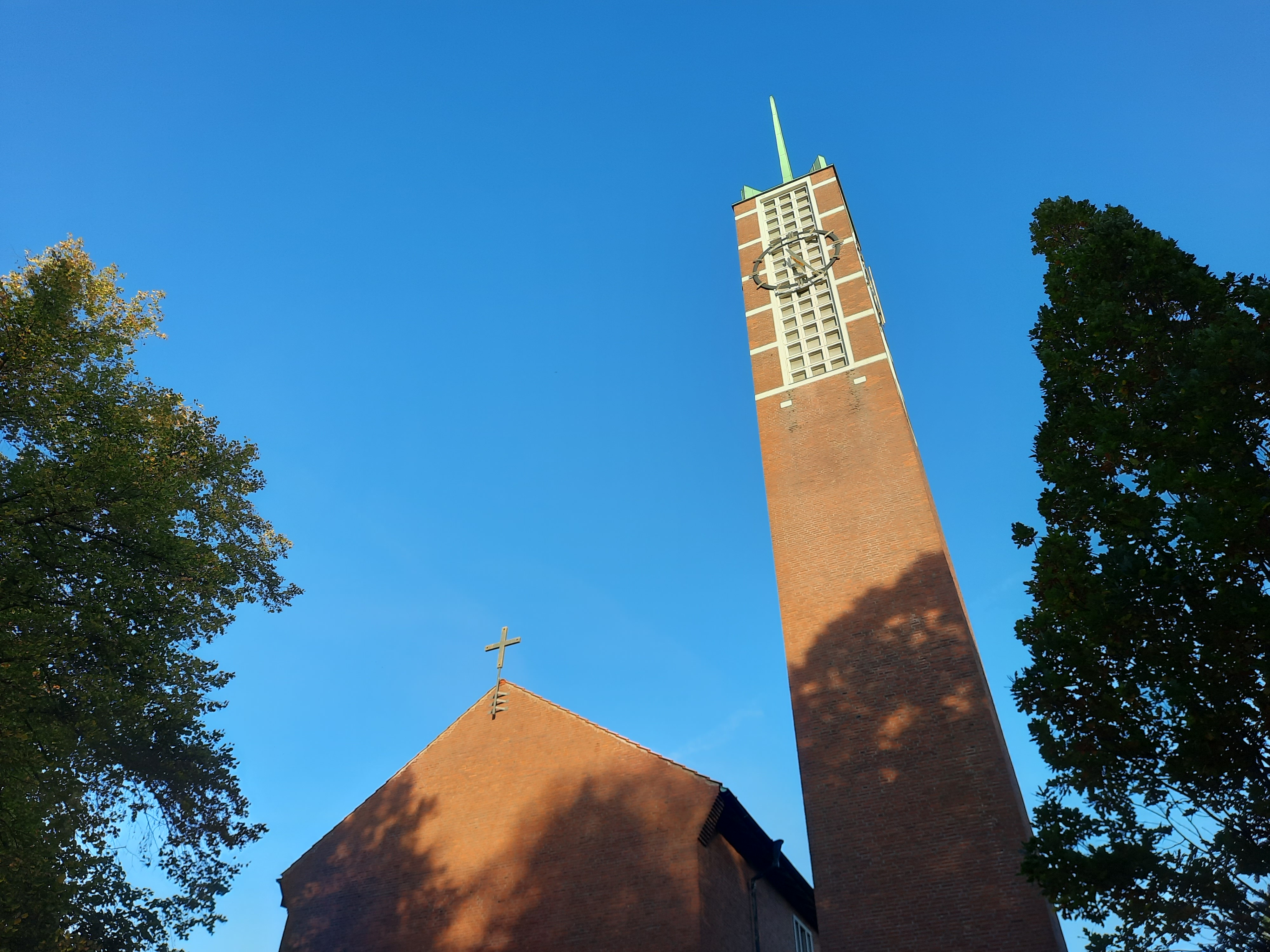
Auferstehungskirche (Großhansdorf), Westseite

Die Auferstehungskirche in Großhansdorf ist eine evangelisch-lutherische Kirche im Kirchenkreis Hamburg-Ost der Evangelisch-Lutherischen Kirche in Norddeutschland.

## Geschichte
Bis 1950 gehörten Großhansdorf und Schmalenbeck rund 700 Jahre zum Kirchspiel Siek. Da beide Orte im Zweiten Weltkrieg und danach viele Flüchtlinge und Vertriebene aufnahmen, wuchs die Zahl der Gemeindemitglieder stark, so dass zum 1. April 1950 eine eigenständige Kirchengemeinde gegründet wurde.
Nach 1950 fanden die Gottesdienste zuerst in der Friedhofskapelle, die der politischen Gemeinde gehörte, statt. Der nächste Schritt war 1952 die Errichtung eines provisorischen Glockenturms mit zwei „Leihglocken“ vom Hamburger Glockenfriedhof. Dieser Glockenturm befand sich im Wald bei den Rauhen Bergen. 1953 wurde der Kirchengemeinde das Grundstück des ehemaligen Hotels Hamburger Hof mit den dazugehörenden Liegenschaften an der Alten Landstraße 20 zum Kauf angeboten. Das Grundstück hatte eine Größe von 13.822 m2. Der Quadratmeter kostete 5 DM. Mit Hilfe der Probstei Stormarn wurde der Betrag finanziert.

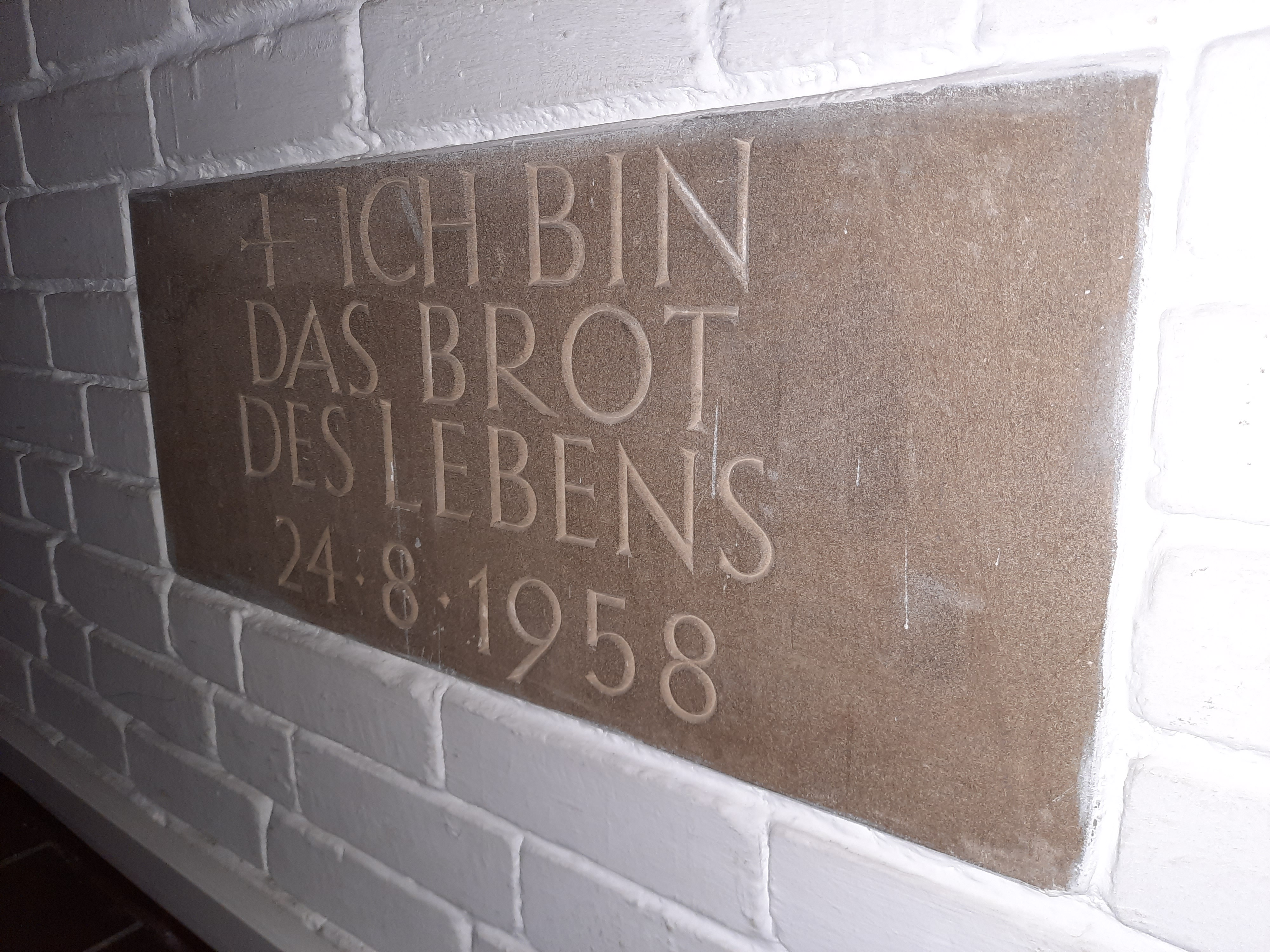
Grundstein der Auferstehungskirche (Großhansdorf)

Im Sommer 1953 schrieb der Kirchenvorstand einen Wettbewerb für einen Kirchenneubau aus. Aus dem Wettbewerb mit fünf Architektenbüros gingen Hopp & Jäger als Sieger hervor, denen auch der Bauauftrag erteilt wurde. Der Bau wurde 1957 begonnen, nachdem durch Spenden 75.000 DM aufgebracht und 200.000 DM von der Stormarner Probstei als Darlehen zur Verfügung gestellt worden waren. Am 24. August 1958 wurde die Grundsteinlegung der neuen Kirche gefeiert.
Der in die Wand hinter dem Altar eingesetzte Grundstein enthält neben dem Datum auch das Bibelwort Johannes 6, 48: »Ich bin das Brot des Lebens.« Am 5. Dezember 1958 wurde das Richtfest begangen. Die Weihe des Neubaus fand am 28. August 1960 durch den Landesbischof von Schleswig Wester statt.
Auch der Bau des 44 m hohe Glockenturms wurde durch Spenden ermöglicht und am 8. September 1963 nach anderthalbjähriger Bauzeit der Gemeinde übergeben.
Zum Ensemble gehören noch das Pastorat (1964), der Kindergarten (1964/1965) und Gemeindezentrum (1974).
Für die nahe Zukunft (Stand 2022) plant die Gemeinde der Auferstehungskirche Umbau und Erweiterung des Gemeindezentrums. Die Baugenehmigung liegt mittlerweile vor.

## Architektur
Die Architekten der Auferstehungskirche waren Bernhard Hopp und Rudolf Jäger, Hamburg, die in Norddeutschland viele Kirchen errichteten.
Der Stil der Auferstehungskirche ist gekennzeichnet durch Funktionalität, Sachlichkeit und Minimalismus. Die Konzentration des Kircheninnenraums richtet sich streng am Altar mit dem Kreuz aus. Nachdem die beiden Architekten noch in den 1930er Jahren eher traditionalistische Bauweisen wie beim Bau der Lutherkirche (Hamburg-Wellingsbüttel) vorzogen, wandelte sich ihr Stil in den 1950er Jahren zu moderneren Auffassungen.
Insofern gehört die Auferstehungskirche zur Nachkriegsmoderne, wie sie Adrian von Buttlar definiert wurde.

## Ausstattung

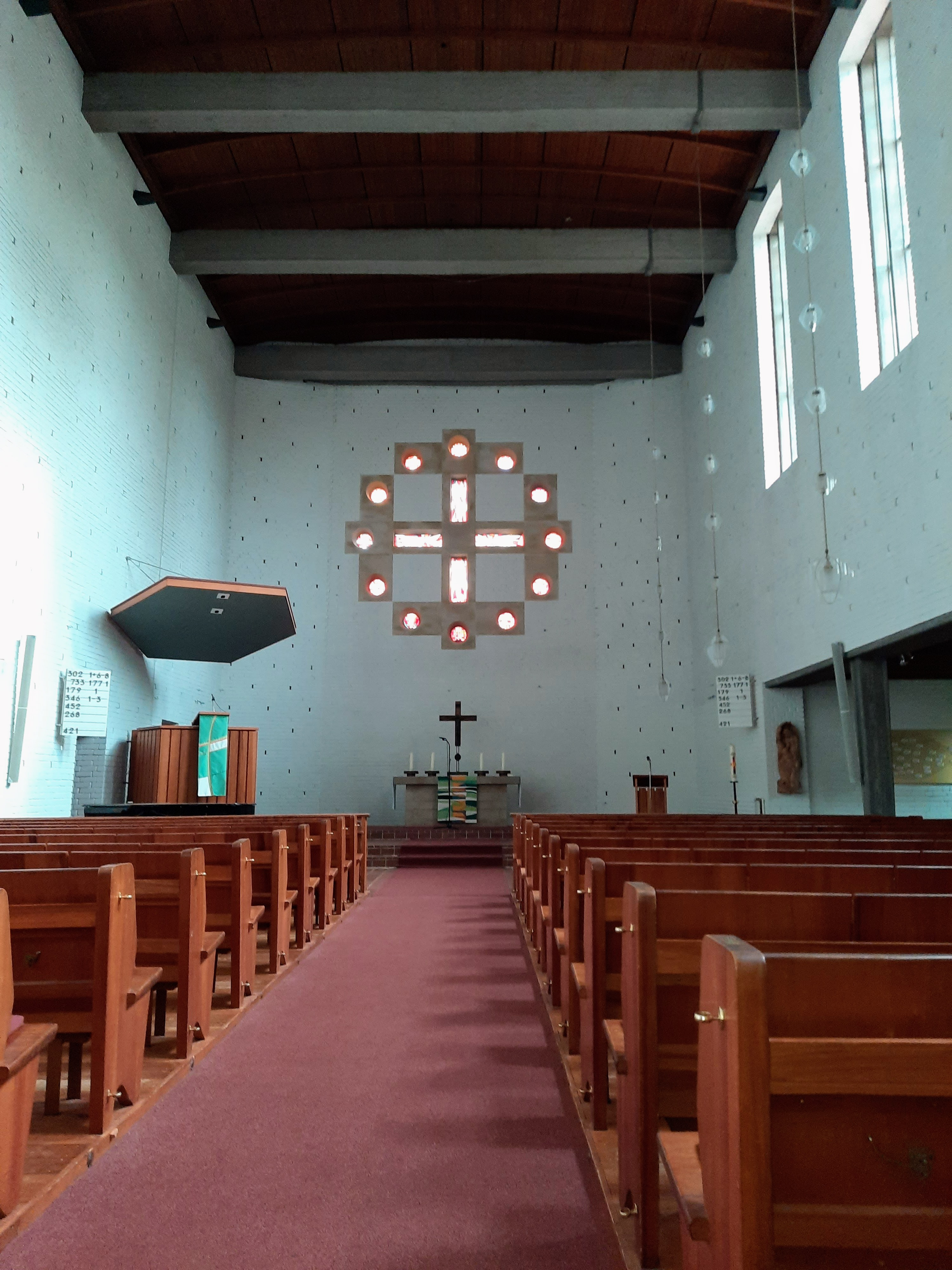
Kirchenschiff mit Blick auf den Altar und die Altarfenster.

Das Kirchenschiff betritt man durch die Doppeltür unter dem Relief Arche Noah (Siegfried Assmann) an der nördlichen Seite.

### Kirchenschiff

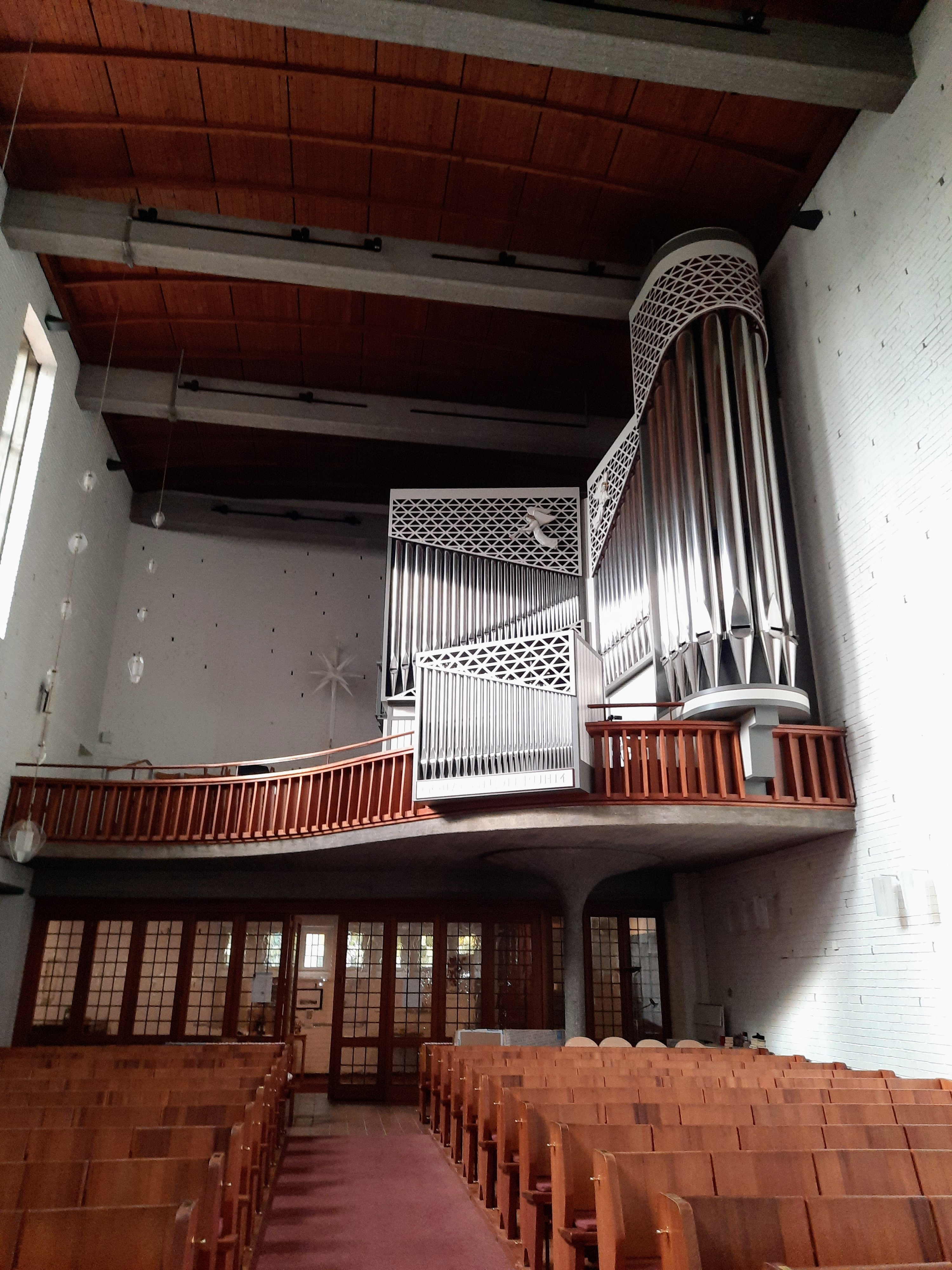
Orgel auf der Empore der Auferstehungskirche (Großhansdorf)

Die Kirche verfügt insgesamt über ca. 400 Plätze im Hauptschiff, Seitenschiff und auf der Empore. Im Hauptschiff sind die Bankreihen links und rechts hintereinander angeordnet, getrennt durch einen Gang in der Mitte. Auf der rechten Seite (nach Süden) gibt es ein weiteres kleineres Seitenschiff mit Plätzen. Durch die fehlenden Fenster auf der nördlichen Längsseite werden die in Form eines Kreuzes und eines Kreises, ineinander verflochtenen Fenster des Künstlers Siegfried Assmann besonders betont. Die sechs großen, langen Fenster der Südseite und der durchgängig weiße Putz auf den Ziegelsteinen erhellen den Kirchenraum.
- Siegfried Assmann schuf für die Auferstehungskirche verschiedene Kunstwerke:
  - Die Altarfenster[13] von 1960 an der östlichen Stirnseite über dem Altar zeigen eine Rosette aus einem Licht durchfluteten Kreuz, das die vier Evangelisten als geflügelte Wesen bilden: Matthäus als Mensch, Markus als Löwe, Lukas als Stier und Johannes als Adler, und symbolische Darstellungen des Lebens und Leidens Christi: (oben beginnend) Krippe, Taufe Jesu, Hochzeit zu Kana, Abendmahl, Judas-Lohn, Geissel, Kreuz auf Golgatha, Auferstehung, Thomas erkennt Jesus, Himmelfahrt, Pfingsten, Stern von Bethlehem.
  - Jesus′ Einzug in Jerusalem, 1963, über dem Ausgang.
  - Arche Noah, 1965, über dem Eingang.
- Über dem Eingangsbereich befindet sich eine geschwungene Empore mit Inschrift („GOTT ALLEIN DER RUHM“) und Orgel, getragen von einem „Betonpilz“, dessen Außenhaut mit kleinen Kieseln abgedeckt ist.[7] (Galerie)
- Kanzel (Bernhard Hopp): an der linken Seite vor dem Altarraum.
- Der Altarraum ist wie üblich im Osten der Kirche gelegen, durch zwei Stufen erhöht und dominiert den Kirchenraum. Der gemauerte Altar liegt noch einmal eine Stufe höher, geschmückt mit einem Kruzifix aus Metall. Hinter dem Altar findet sich der Grundstein mit Inschrift.
- Das Taufbecken im Seitenschiff wird bei kleinen Taufgottesdiensten benutzt. Wird die Taufe im Gemeindegottesdienst vollzogen, wird ein mobiles Taufbecken vor der Gemeinde aufgestellt.
- Maria mit dem Kind[14] in schützenden Händen Gottes (Otto Flath), rechts vom Altarraum, Schnitzarbeit aus Rüsterholz (Ulme), 1,20 m Höhe.

## Orgel
Die erste Orgel (Fa. Walcker, Ludwigsburg) wurde im September 1964 geweiht. Sie wies zwei Manuale und 22 Register auf. Mit den Jahren genügte sie den Ansprüchen nicht mehr, die Mängel wurden immer größer, so dass in einem Gutachten der Austausch empfohlen wurde.
Die heutige Orgel wurde von Gerhard Grenzing und seinem Team gebaut und am 1. November 2015 geweiht. Sie verfügt über 30 klingende Register auf drei Manualen und Pedal sowie drei Pedal-Extensionen (Oktavauszüge). Die Spieltraktur ist mechanisch, die Registertraktur elektrisch. Die Normalkoppeln sind mechanisch, die Oktavkoppeln werden elektrisch über Sensoren in der Tastenmechanik angesteuert. Um die Kosten aufzubringen, hatte sich aus der Mitte der Gemeinde der Verein Eine Orgel für Großhansdorf gebildet, der das Projekt vorantrieb und die Finanzierung sicherstellte. Als Schirmherr wurde John Neumeier gewonnen.
Die Orgel hat folgende Disposition erhalten, nachdem eine Anlehnung an die deutsche Romantik als stilistische Vorgabe gewünscht worden war:
| I Solowerk C–a3 |                |     |
| 01.             | Gedackt        | 08′ |
| 02.             | Prinzipal      | 04′ |
| 03.             | Traverse       | 02′ |
| 04.             | Sequialtera II |     |
| 05.             | Dulzian        | 08′ |
|                 | Tremulant      |     |

| II Hauptwerk C–a3 |            |       |
| 06.               | Bordun     | 016′  |
| 07.               | Prinzipal  | 08′   |
| 08.               | Rohrflöte  | 08′   |
| 09.               | Gamba      | 08′   |
| 10.               | Oktave     | 04′   |
| 11.               | Spitzflöte | 04′   |
| 12.               | Quinte     | 2 ⁄3′ |
| 13.               | Octave     | 02′   |
| 14.               | Mixtur IV  | 1 ⁄3′ |
| 15.               | Trompete   | 08′   |

| III Schwellwerk C–a3 |                       |       |
| 16.                  | Bordun                | 08′   |
| 17.                  | Geigenprinzipal       | 08′   |
| 18.                  | Voix Céleste          | 08′   |
| 19.                  | Salicional            | 08′   |
| 20.                  | Traversflöte          | 04′   |
| 21.                  | Fugara                | 04′   |
| 22.                  | Flageolet             | 02′   |
| 23.                  | Cornettino III        | 2 ⁄3′ |
| 24.                  | Plein jeu IV          | 02′   |
| 25.                  | Oboe                  | 08′   |
| 26.                  | Trompette Harmonique  | 08′   |
|                      | Tremulant             |       |
|                      | Carillion/Zimbelstern |       |

| Pedal C–f1 |             |      |
| 27.        | Prinzipal   | 16′  |
| 28.        | Subbass     | 16′  |
|            | Oktavbass   | 08′  |
|            | Gedacktbass | 08′  |
| 29.        | Octave      | 04′  |
| 30.        | Posaune     | 016′ |
|            | Trompete    | 08′  |

- Koppeln:
  - Normalkoppeln: I/II, III/I, III/II, I/P, II/P, III/P
  - Superoktavkoppeln: II/II 4′, III/II 4′, III/III 4′
  - Suboktavkoppeln: III/II 16′
  - frei programmierbare Koppeln (z. B. als Intervallkoppeln)
- Spielhilfe: 5000fache Setzeranlage mit USB-Speicheranschluss und Touchscreen, elektronisches Bussystem (zum späteren Ausbau eines zweiten, mobilen Spieltisches)

## Glocken
Seit September 1963 hängen vier Glocken im damals neu errichteten Glockenturm. Alle enthalten 78 bis 80 % Kupfer und 20 bis 22 % Zinn (sog. Glockenspeise):
| Nr. | Schlagton | Gussjahr       | Gießer                                 | Gewicht; Durchmesser | Inschrift                                                                                       |
| 1   | e′        | 24. April 1963 | Gebr. Rincker                          | 1033 kg; 122,6 cm    | Christus surrexit immo vero surrexit. „(Christus ist auferstanden, ja, wirklich auferstanden.“) |
| 2   | g′        | 1753           | Johann Gottfried Taubert/Liegnitz      | 658 kg; 105 cm       | Gedenke, daß man Gott in Seinem Tempel ehrt.                                                    |
| 3   | a′        | 1723           | Christian Gottlieb Beyern/Schwarzwalde | 374 kg; 85 cm        | Lobet ihn im Firmamente.                                                                        |
| 4   | c″        | 24. April 1963 | Gebr. Rincker                          | 284 kg; 77,4 cm      | Te deum laudamus. („Herr, wir loben Dich.“)                                                     |

- Die g′-Glocke enthält folgenden Gesamttext: „Im Jahre 1753 goß mich Johann Gottfried Täubert in Liegnitz. Am Tage der Glockenweihe war Johannes Abraham Michaelis[19] Pfarrer in Hochkirch[20] (im Kreise Liegnitz/Schlesien). Der Patron und zugleich Stifter der Glocke war Carl Ferdinand von Seherthoss, Erbherr der Güter Eichholtz und Koischkow, derzeit Lehnsherr dieser Kirche und dieses Ortes.“ „So sorgt ein Seherthoss/ Für die bequemste Zeit/ Und nun erfüllt mein Schall/Die nahbewegten Lüfte,/ Noch mehr das Ohr und Herz;/ Denn wer mich läuten hört,/ Gedenke, daß man Gott in Seinem Tempel ehrt.“[18]
- Die a′-Glocke trägt folgende Inschrift: „Zions Kinder steigt zur Höhe,/ Wo man Hosianna singt,/ Höret, wenn mein Schall vorn Berge/ Zu den nahen Tälern dringt./ Ach, daß mein bewegtes Erz/ Allemal die Wirkung habe,/ Hörenden ein Ruf zu sein:/ Kommt zur Kirche, geht zu Grabe.“ „Lobt Ihn im Firmamente,/ Da Seine große Gewalt/ Und Sein stark Regimente/ Zu sehn ist mannigfalt.“[18]

Die 4 Glocken (2 historische „Patenglocken“ aus Schlesien, 2 neue Glocken) bilden seitdem das Geläut, abgestimmt auf den Anfang des Te Deum.

## Nutzung
- Die Kirche dient hauptsächlich den verschiedenen Gottesdiensten aller Art.
- Kirchenmusik: Es finden hier Orgel-, Chor-Konzerte und Abendmusiken statt. Fundament ist ein umfangreiches musikalisches Leben: „Spatzenchor“ (5–7 Jahre), „Lerchenchor“ (2.–5. Klasse), Kurrendechor (5.–7. Klasse), Jugendkantorei (Jugendliche ab 8. Klasse), Kantorei. Auch hat die Kirche in den letzten Jahren ihre Pforten für das Schleswig-Holstein Musik Festival  geöffnet.
- 2016 z. B. wurde eine Wanderausstellung[21] mit Werken von Siegfried Assmann in der Kirche gezeigt.

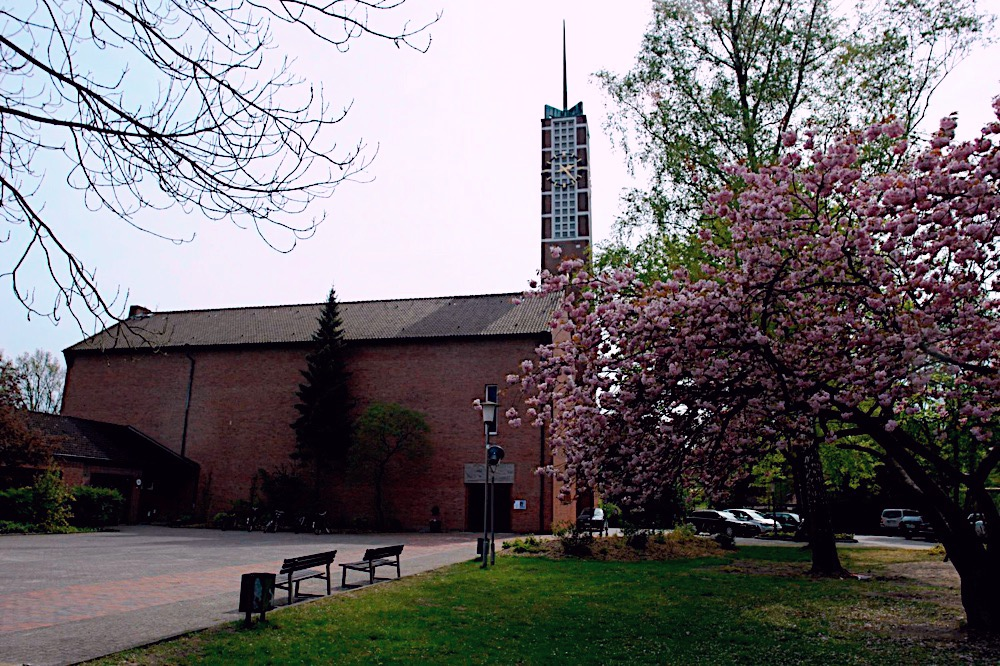
Nordseite
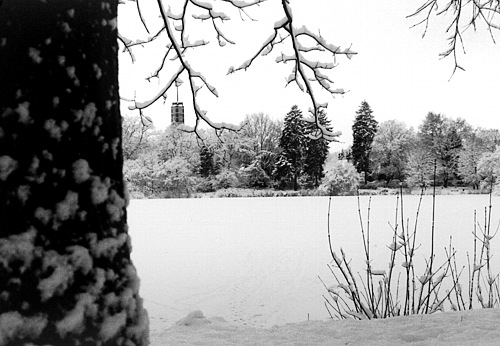
Kirche in Winterlandschaft vom Grotendiek